# Valérie Barlois
Valérie Barlois (Melun, 28 mei 1969) is een Frans schermer.

## Carrière
Barlois won in 1996 olympisch goud met het degen team, individueel verloor zij de finale van haar landgenote Laura Flessel.
In 1998 werd zij wereldkampioen met het team.

## Resultaten

### Olympische Zomerspelen
| Jaar | Plaats  | Resultaten             |
| ---- | ------- | ---------------------- |
| 1996 | Atlanta | degen degen team       |
| 2000 | Sydney  | 5e degen 5e degen team |

### Wereldkampioenschappen schermen
| Jaar | Plaats            | Resultaten |
| ---- | ----------------- | ---------- |
| 1991 | Boedapest         | degen      |
| 1995 | Den Haag          | degen      |
| 1997 | Kaapstad          | degen team |
| 1998 | La Chaux-de-Fonds | degen team |

1996: Barlois, Flessel, Moressée-Pichot ·
2000: Aznavoerjan, Jermakova, Logoenova, Mazina ·
2004: Logoenova, Aznavoerjan, Jermakova, Sivkova ·
2012: Na, Xiaojuan, Yujie, Anqi ·
2016: Dinu, Gherman, Pop, Popescu ·
2020: Beljajeva, Embrich, Kirpu, Lehis ·
2024: Fiamingo, Navarria, Rizzi, Santuccio